# Lisa Belle
Lisa Belle, född Isabelle Pupin 20 mars 1975 i Frankrike, är en fransk skådespelare i pornografisk film, som medverkat i över 30 filmer sedan debuten 1997. Hon var tidigare modell för tidningen Perfect 10.